# رزرو (ویسکانسین)
رزرو (به انگلیسی: Reserve) یک منطقهٔ مسکونی در ایالات متحده آمریکا است که در کودری(شهر) واقع شده‌است. رزرو ۱۳۹٫۱ کیلومتر مربع مساحت و ۴۲۹ نفر جمعیت دارد و ۳۹۸ متر بالاتر از سطح دریا واقع شده‌است.